# Basil Heatley
Pour les articles homonymes, voir Heatley.
Benjamin Basil Heatley (né le 25 décembre 1933 à Kenilworth et mort le 3 août 2019) est un athlète britannique spécialiste du marathon.

## Biographie
Licencié aux Coventry Godiva Harriers, il mesure 1,73 m pour 66 kg.
En 1961, à Nantes, il remporte l'épreuve individuelle du Cross des nations.
Le 13 juin 1964, lors du Polytechnic Marathon à Londres, Basil Heatley établit une nouvelle meilleure performance mondiale sur marathon en parcourant la distance en 2 h 13 min 55 s. Il améliore ainsi de 33 secondes l'ancienne meilleure performance mondiale détenue depuis 1963 par l'Américain Leonard Edelen. Il participe aux Jeux olympiques de 1964, à Tokyo, et y remporte la médaille d'argent du marathon, devancé par l’Éthiopien Abebe Bikila.

## Palmarès
| Date | Compétition           | Lieu    | Résultat | Épreuve  | Performance     |
| ---- | --------------------- | ------- | -------- | -------- | --------------- |
| 1957 | Cross des nations     | Waregem | 2e       | Cross    |                 |
| 1961 | Cross des nations     | Nantes  | 1er      | Cross    |                 |
| 1964 | Jeux olympiques d'été | Tokyo   | 2e       | Marathon | 2 h 16 min 19 s |

## Records
| Épreuve  | Performance   | Lieu                 | Date            |
| -------- | ------------- | -------------------- | --------------- |
| Marathon | 2 h 13 min 55 | Polytechnic Marathon | 13 juillet 1964 |